# سیارک ۱۱۲۹
سیارک ۱۱۲۹ (به انگلیسی: 1129 Neujmina، نامگذاری:1929PH) هزار و صد و بیست و نهمین سیارک کشف شده‌است که در ۸ اوت ۱۹۲۹ و در رصدخانه سایمیز کشف شد.
قدر مطلق سیارک برابر ۱۰٫۲۰ است.